# Bob Anderson (réalisateur)
Pour les articles homonymes, voir Anderson et Bob Anderson (homonymie).
Bob Anderson (né en 1965[Où ?]) est réalisateur d'épisodes pour la série télévisée américaine, Les Simpson, depuis la cinquième saison. Il a aussi contribué à la réalisation de quelques séquences du film Les Simpson, le film. Avant d'être réalisateur il était l'assistant de Jim Reardon et Mike Scully.

## Réalisation pourLes Simpson
| Année | Titre                                           | Titre original                                                    | Saison | Épisode | Scénariste                                          |
| ----- | ----------------------------------------------- | ----------------------------------------------------------------- | ------ | ------- | --------------------------------------------------- |
| 1993  | Bart enfant modèle                              | Bart's Inner Child                                                | 5      | 7       | George Meyer                                        |
| 1994  | Un ennemi très cher                             | Sweet Seymour Skinner's Baadasssss Song                           | 5      | 19      | Bill Oakley et Josh Weinstein                       |
| 1994  | Le Hockey qui tue                               | Lisa on Ice                                                       | 6      | 8       | Mike Scully                                         |
| 1995  | La Comète de Bart                               | Bart's Comet                                                      | 6      | 7       | John Swartzwelder                                   |
| 1995  | Une portée qui rapporte                         | Two Dozen and One Greyhounds                                      | 6      | 20      | Mike Scully                                         |
| 1995  | Simpson Horror Show VI                          | Treehouse of Horror VI                                            | 7      | 6       | John Swartzwelder, Steve Tompkins et David X. Cohen |
| 1996  | Une crise de Ned                                | Hurricane Neddy                                                   | 8      | 8       | Steve Young                                         |
| 1997  | Homer, le baron de la bière                     | Homer vs. the Eighteenth Amendment                                | 8      | 18      | John Swartzwelder                                   |
| 1997  | Un Noël d'enfer                                 | Miracle on Evergreen Terrace                                      | 9      | 10      | Ron Hauge                                           |
| 1998  | Lisa a la meilleure note                        | Lisa Gets an "A"                                                  | 10     | 7       | Ian Maxtone-Graham                                  |
| 1999  | L'Amour au curry                                | I'm with Cupid                                                    | 10     | 14      | Dan Greaney                                         |
| 1999  | Une récolte d'enfer                             | E-I-E-I-(Annoyed Grunt)                                           | 11     | 5       | Ian Maxtone-Graham                                  |
| 2000  | Une fille de clown                              | Insane Clown Poppy                                                | 12     | 3       | John Frink et Don Payne                             |
| 2001  | L'Orgueil du puma                               | Pokey Mom                                                         | 12     | 10      | Tom Martin                                          |
| 2001  | Histoires de clochard                           | Simpsons Tall Tales                                               | 12     | 21      | John Frink, Don Payne, Bob Bendetson et Matt Selman |
| 2002  | Adieu cow-boy                                   | The Lastest Gun in the West                                       | 13     | 12      | John Swartzwelder                                   |
| 2003  | Pour l'amour d'Edna                             | Special Edna                                                      | 14     | 7       | Dennis Snee                                         |
| 2003  | Le Chien-chien à son Homer                      | Old Yeller Belly                                                  | 14     | 19      | John Frink et Don Payne                             |
| 2004  | Allocutions familiales                          | Marge vs. Singles, Seniors, Childless Couples and Teens, and Gays | 15     | 8       | Jon Vitti                                           |
| 2004  | Boire et déboires                               | Co-Dependent's Day                                                | 15     | 15      | Matt Warburton                                      |
| 2004  | Le Canard déchaîné                              | Fraudcast News                                                    | 15     | 22      | Don Payne                                           |
| 2005  | Qui s'y frotte s'y pique                        | On a Clear Day I Can't See My Sister                              | 16     | 11      | Jeff Westbrook                                      |
| 2005  | Diablesses chez Ned.com                         | Home Away From Homer                                              | 16     | 20      | Joel H. Cohen                                       |
| 2006  | Willie le gentleman                             | My Fair Laddy                                                     | 17     | 12      | Michael Price                                       |
| 2006  | Les Experts ami-ami                             | Marge and Homer Turn a Couple Play                                | 17     | 22      | Joel H. Cohen                                       |
| 2006  | Kill Gill, volumes 1 et 2                       | Kill Gil, Volumes I & II                                          | 18     | 9       | Jeff Westbrook                                      |
| 2007  | Marge piégée par le net                         | Marge Gamer                                                       | 18     | 17      | J. Stewart Burns                                    |
| 2007  | La Marge et le Prisonnier                       | I Don't Wanna Know Why the Caged Bird Sings                       | 19     | 4       | Dana Gould                                          |
| 2008  | C comme crétin                                  | Dial 'N' for Nerder                                               | 19     | 14      | Carolyn Omine et William Wright                     |
| 2008  | Simpson Horror Show XIX                         | Treehouse of Horror XIX                                           | 20     | 4       | Matt Warburton                                      |
| 2009  | Les Apprenties sorcières                        | Rednecks and Broomsticks                                          | 21     | 7       | Kevin Curran                                        |
| 2010  | À tyran, tyran et demi                          | American History X-cellent                                        | 21     | 17      | Michael Price                                       |
| 2010  | Simpson Horror Show XXI                         | Treehouse of Horror XXI                                           | 22     | 4       | Joel H. Cohen                                       |
| 2010  | La Bataille de Noël                             | The Fight Before Christmas                                        | 22     | 8       | Dan Castellaneta et Deb Lacusta                     |
| 2011  | Le Bleu et le Gris                              | The Blue and the Gray                                             | 22     | 13      | Rob LaZebnik                                        |
| 2011  | 500 clés                                        | 500 Keys                                                          | 22     | 21      | John Frink                                          |
| 2011  | Le Coup du bouquin                              | The Book Job                                                      | 23     | 6       | Dan Vebber                                          |
| 2012  | Ne mélangez pas les torchons et les essuie-bars | Moe Goes From Rags To Riches                                      | 23     | 12      | Tim Long                                            |
| 2012  | L'Espion qui m'aidait                           | The Spy Who Learned Me                                            | 23     | 20      | Marc Wilmore                                        |
| 2012  | À la recherche de l'ex                          | Moonshine River                                                   | 24     | 1       | Tim Long                                            |
| 2013  | À tuteur-tuteur ennemi                          | The Changing of the Guardian                                      | 24     | 11      | Rob LaZebnik                                        |
| 2013  | Un talent caché                                 | The Fabulous Faker Boy                                            | 24     | 20      | Brian McConnachie                                   |
| 2013  | Homerland                                       | Homerland                                                         | 25     | 1       | Stephanie Gillis                                    |
| 2013  | Bart se fait avoir                              | Yellow Subterfuge                                                 | 25     | 7       | Joel H. Cohen                                       |
| 2014  | Le Futur Avenir                                 | Days of Future Future                                             | 25     | 18      | J. Stewart Burns                                    |
| 2014  | Simpsorama                                      | Simpsorama                                                        | 26     | 6       | J. Stewart Burns                                    |
| 2015  | Le Nouvel Ami de Bart                           | Bart's New Friend                                                 | 26     | 11      | Judd Apatow                                         |
| 2015  | Les enfants se battent bien                     | The Kids Are All Fight                                            | 26     | 19      | Rob LaZebnik                                        |
| 2015  | Lisa avec un s                                  | Lisa with an 'S'                                                  | 27     | 7       | Stephanie Gillis                                    |
| 2016  | Beaucoup d'Apu pour un seul bien                | Much Apu About Something                                          | 27     | 12      | Michael Price                                       |
| 2016  | Lisa retrouve Marge                             | How Lisa Got Her Marge Back                                       | 27     | 18      | Jeff Martin                                         |
| 2016  | Week-end dingue à La Havane                     | Havana Wild Weekend                                               | 28     | 7       | Dan Castellaneta, Deb Lacusta et Peter Tilden       |
| 2016  | Une journée particulière                        | The Last Traction Hero                                            | 28     | 9       | Bill Odenkirk                                       |
| 2017  | La Montre paternelle                            | A Father's Watch                                                  | 28     | 18      | Simon Rich                                          |
| 2017  | Grand-père, tu m'entends ?                      | Grampy Can Ya Hear Me                                             | 29     | 5       | Bill Odenkirk                                       |
| 2018  | Ha-Ha Land                                      | Haw-Haw Land                                                      | 29     | 10      | Tim Long Miranda Thompson                           |
| 2018  | Lisa a le blues                                 | Lisa Gets the Blues                                               | 29     | 17      | David Silverman Brian Kelley                        |
| 2018  | Bart n'est pas mort                             | Bart's Not Dead                                                   | 30     | 1       | Stephanie Gillis                                    |
| 2019  | L'Hiver de nos contenus monétisés               | The Winter of Our Monetized Content                               | 31     | 1       | Ryan Koh                                            |
| 2020  | L'Incroyable Légèreté d'être un bébé            | The Incredible Lightness of Being a Baby                          | 31     | 18      | Tom Gammill Max Pross                               |
| 2020  | Prêtres en guerre                               | Warrin' Priests (Part 1)                                          | 31     | 19      | Pete Holmes                                         |
| 2020  | Burns infiltré                                  | Undercover Burns                                                  | 32     | 1       | David Cryan                                         |
| 2021  | Code G.R.A.N.D.-P.È.R.E.                        | The Man from G.R.A.M.P.A.                                         | 32     | 21      | Carolyn Omine                                       |
| 2022  | Les Hauteurs de l'horreur                       | Boyz N the Highlands                                              | 33     | 13      | Dan Vebber                                          |
| 2022  | Viande = Meurtre                                | Meat Is Murder                                                    | 33     | 21      | Michael Price                                       |
| 2023  | Les Saints de Springfield                       | The Many Saints of Springfield                                    | 34     | 13      | Al Jean                                             |
| 2023  | Les Aventures d'Homer à travers le pare-brise   | Homer's Adventures Through the Windshield Glass                   | 34     | 22      | Tim Long                                            |